# Parnassius apollo
La farfalla apollo (Parnassius (Parnassius) apollo (Linnaeus, 1758)) è un lepidottero diurno appartenente alla famiglia Papilionidae.
È una delle tre specie appartenenti al genere Parnassius presenti in Italia.

## Etimologia
L'epiteto specifico della farfalla apollo si riferisce al dio greco Apollo, mentre il nome, Parnassius, in latino significa proprio "di Apollo" o "delle muse".

## Descrizione
Parnassius apollo è contraddistinta da una livrea bianca, e da ali punteggiate di piccole macchie nere nella zona anteriore e di due o più grandi macchie rosse, circolari e bordate di nero, mentre l'estremità delle ali anteriori spesso sono trasparenti, soprattutto nella femmina. L'apertura alare della farfalla è tra i 50 e gli 80 mm.

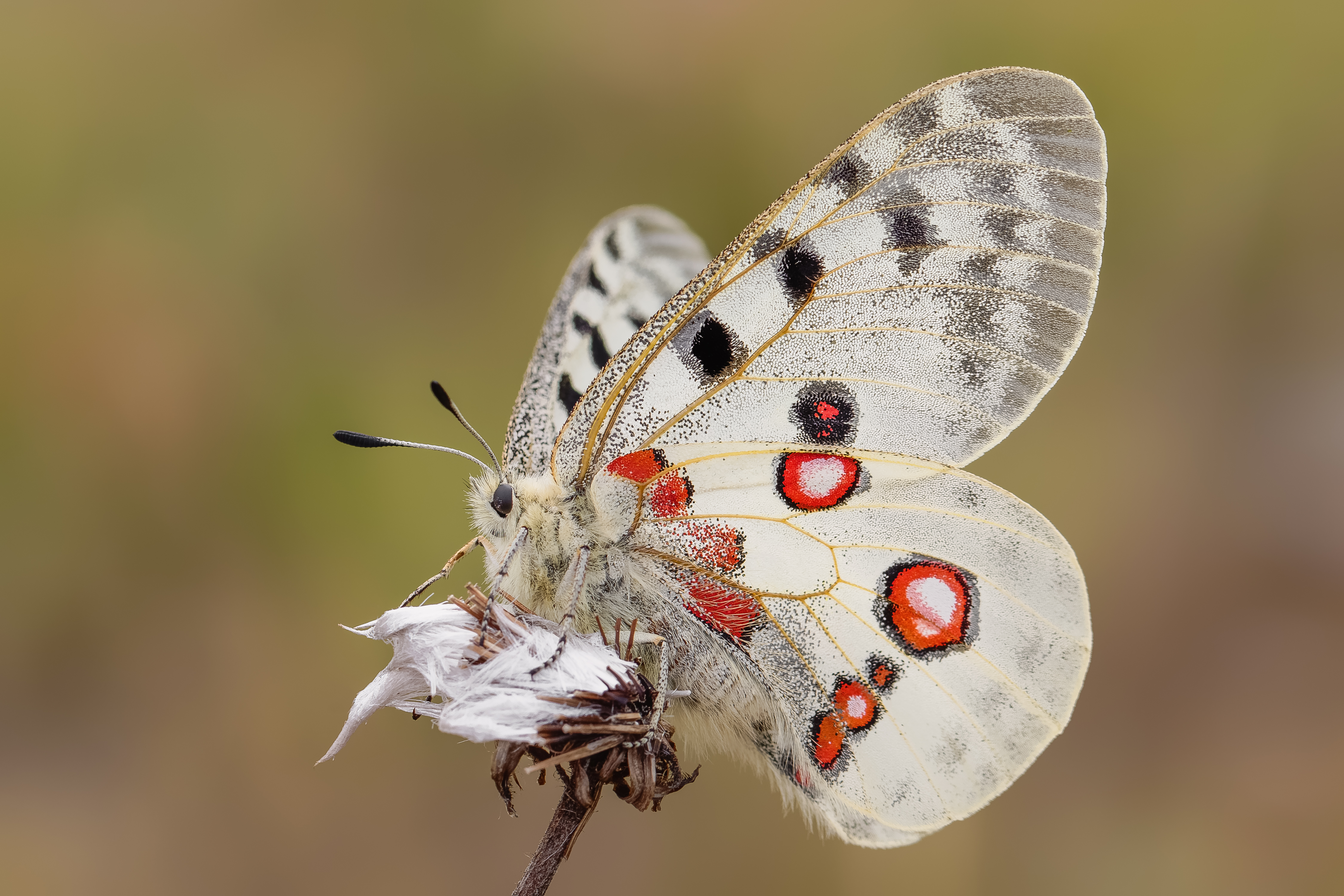
Visione laterale

L'animale è molto simile a Parnassius phoebus, dal quale l'Apollo si distingue principalmente per il bianco interno alle macchie rosse e per il colore di fondo bianchissimo con parecchie piccole macchie nere, ma in alcune variazioni queste particolarità sono presenti anche nel Febo, per cui per accertarsi è sempre meglio controllare il funicolo antennale: nell'Apollo è a strisce bianco-grigio chiarissimo e termina con una clava nera, mentre nel Febo le strisce e sono bianche e nere.

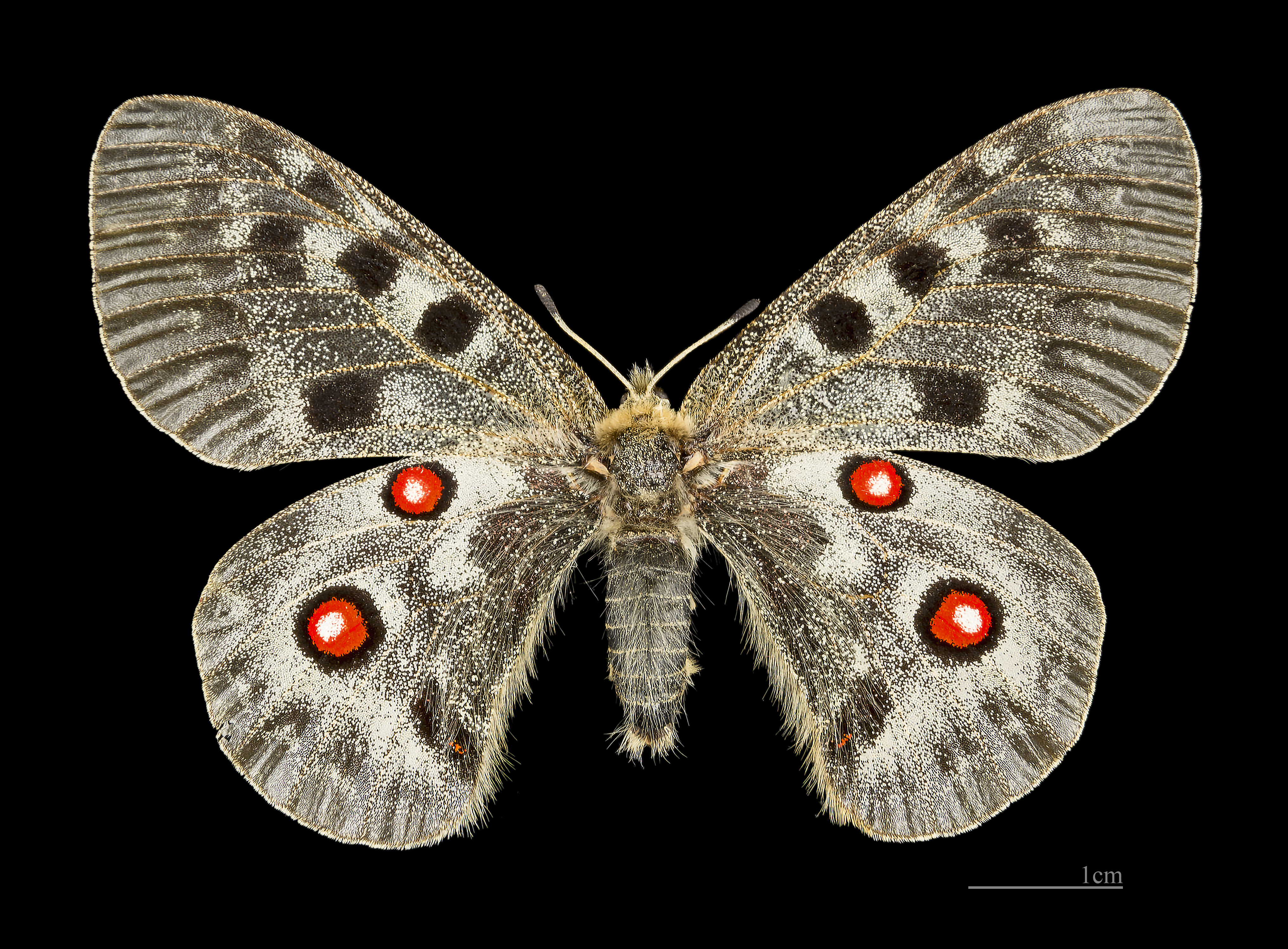
♀
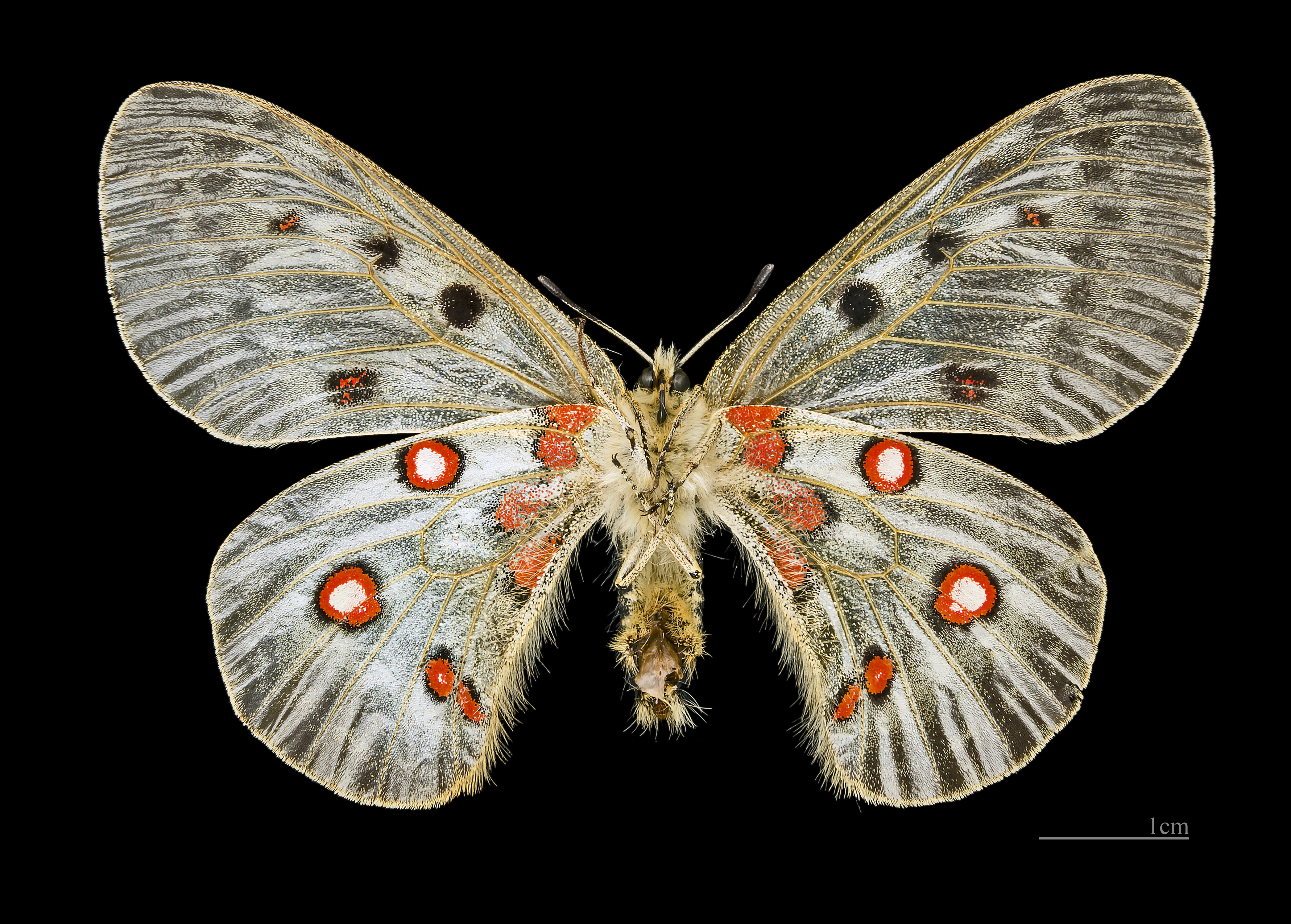
♀△
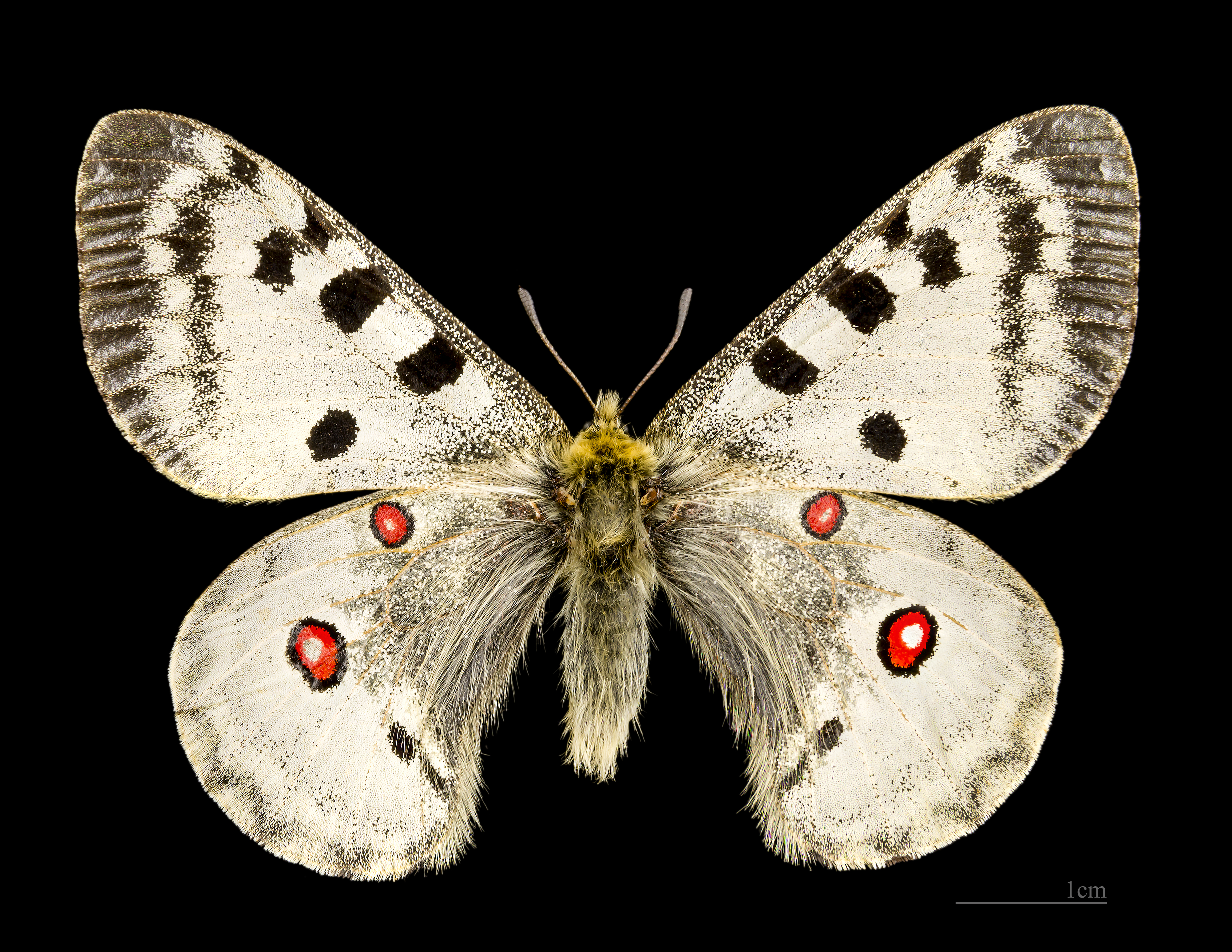
♂
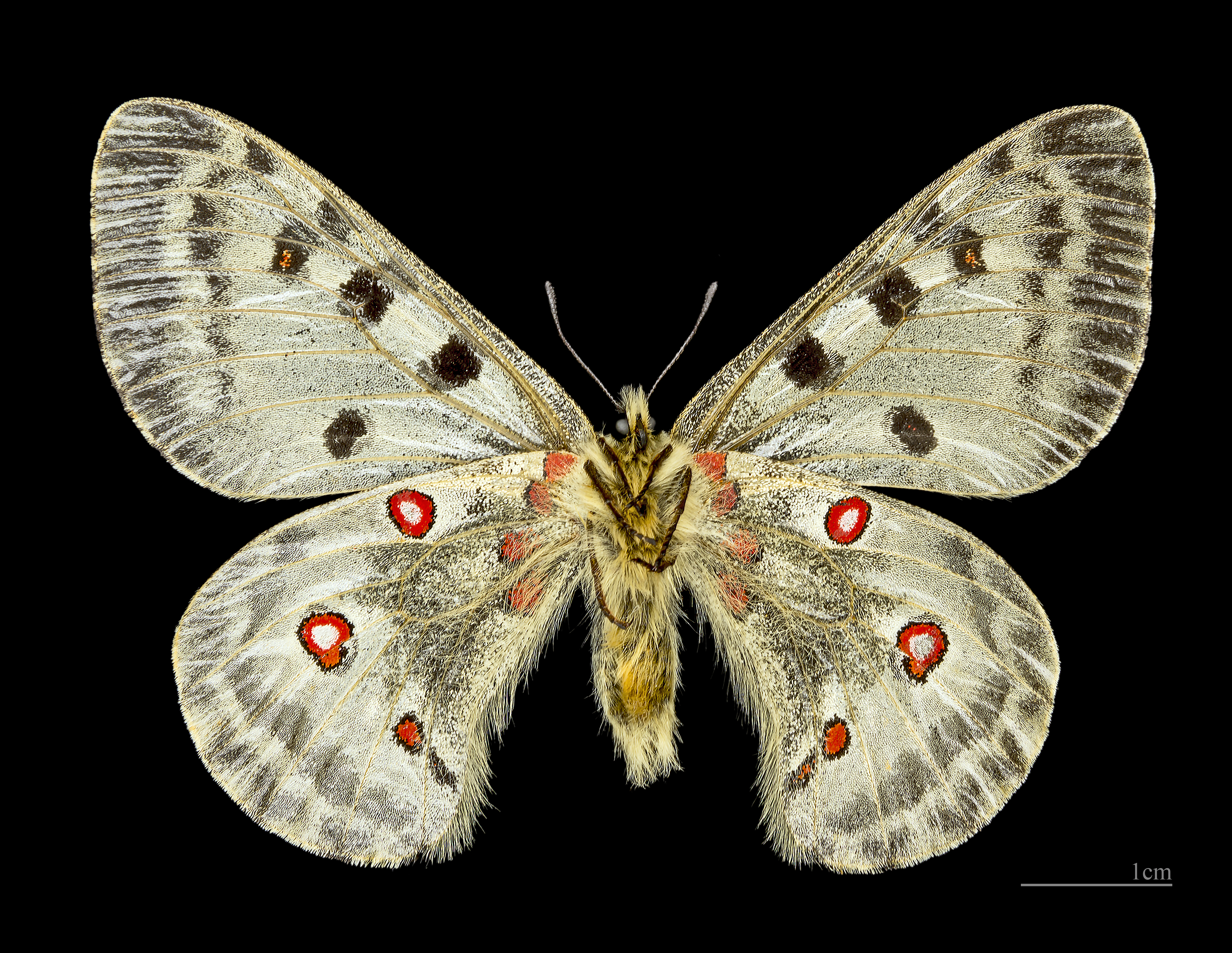
♂ △

## Biologia
È una specie univoltina, la si può osservare da maggio a settembre, con variazioni a seconda della località e della temperatura.

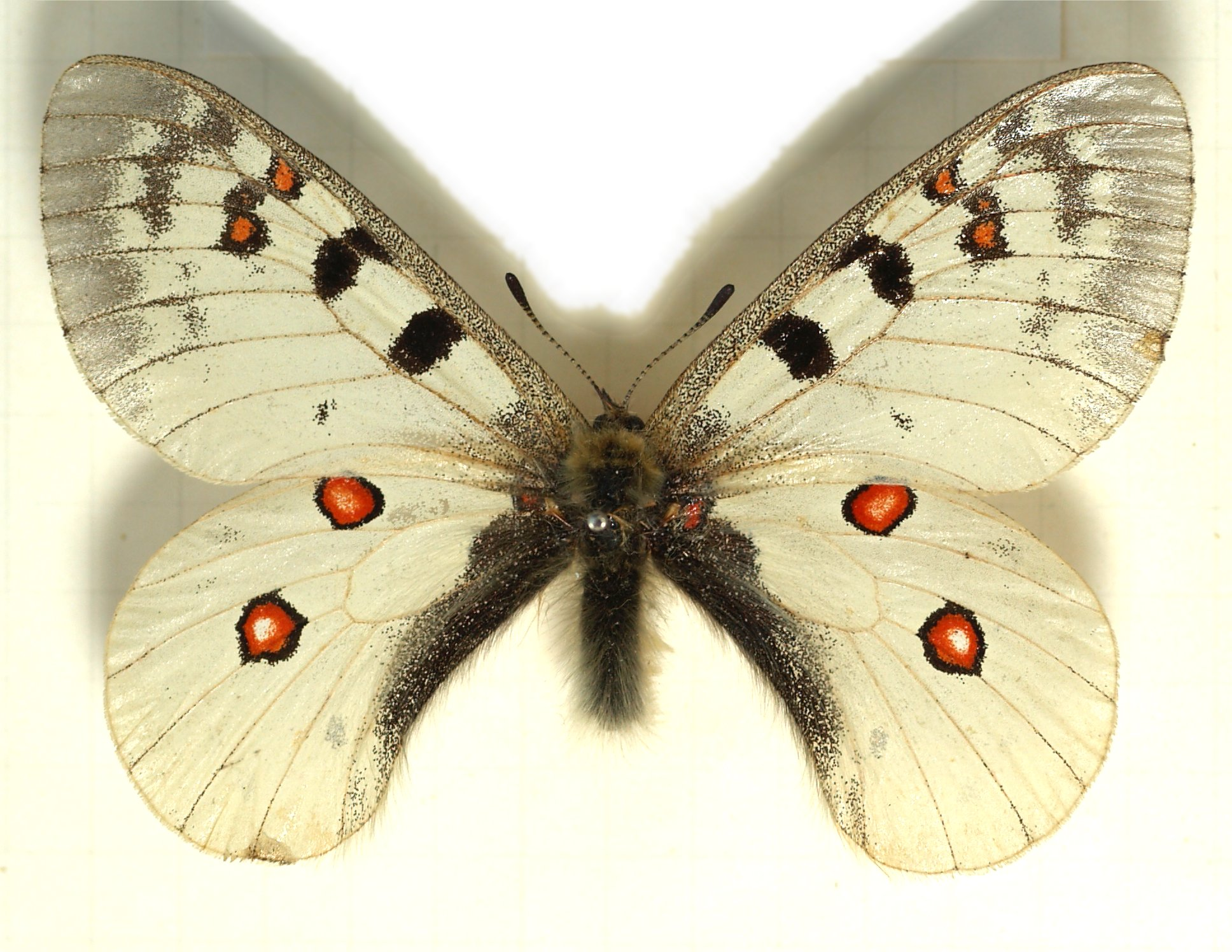
Parnassius phoebus

La larva si nutre principalmente di Sedum album ma anche, più raramente, Sedum telephium, Sedum acre, Petrosedum rupestre, Sedum dasyphyllum, Sedum sexangulare, Sedum annuum, Sedum villosum, Sempervivum tectorum, Sempervivum arachnoideum, e Rhodiola rosea. Depone le uova su tronchi, fiori, piante secche o su foglie di sempreverdi in prossimità delle piante alimentari delle larve. Il bruco, nero con macchie che vanno dal giallo al rosso a seconda della sottospecie, solitamente preferisce nutrirsi al sole e si impupa tra dei sassi o nel muschio.

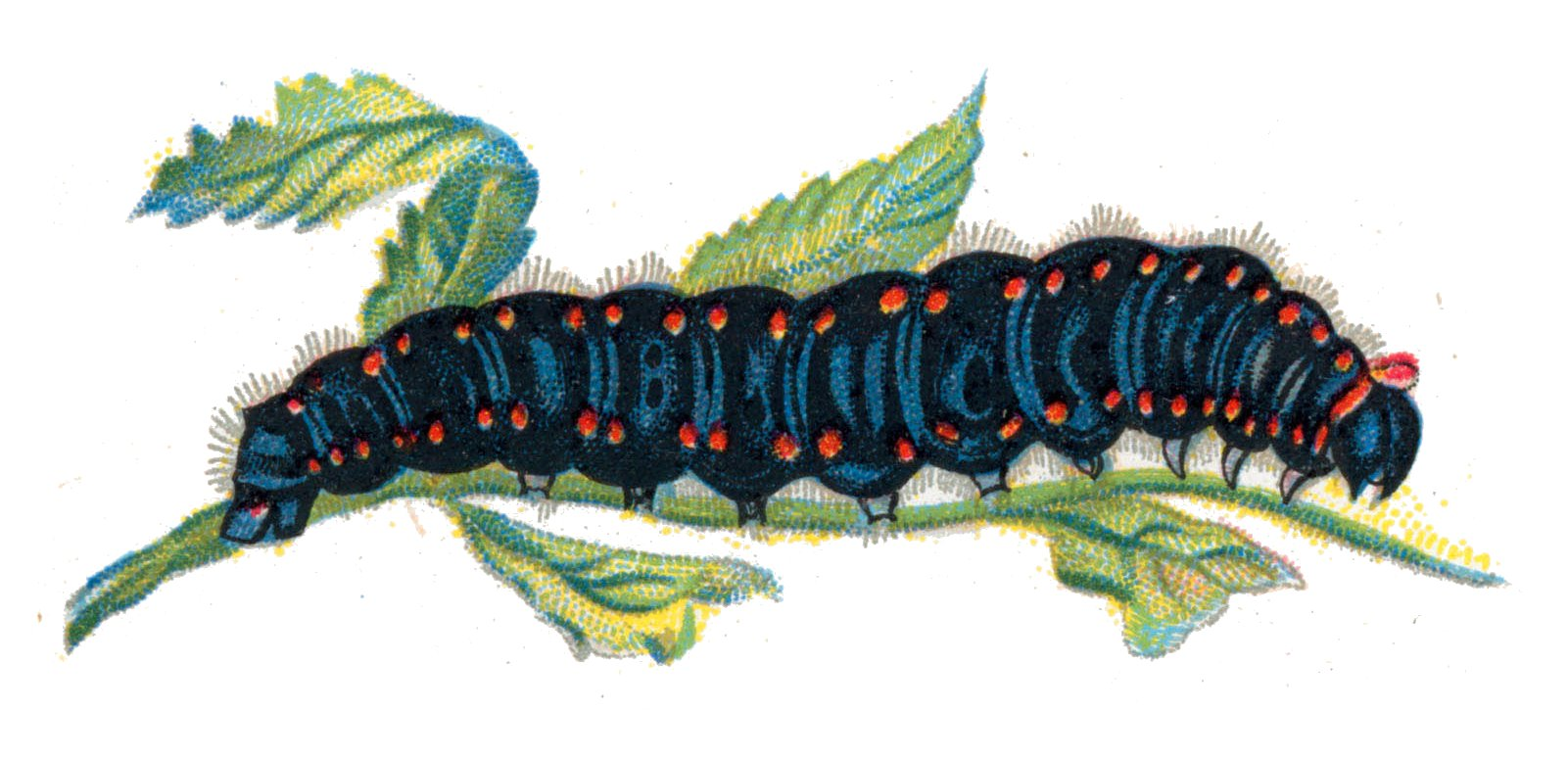
Illustrazione di una larva di Parnassius apollo

## Distribuzione e habitat
Questa specie, prettamente montana, predilige i prati e le vallate fiorite, ma anche pendii rocciosi. Come le altre specie del suo genere, è vulnerabile per l'isolamento successivo all'ultima era glaciale, ma nei luoghi dove presente risulta abbastanza comune. Tipica delle alte quote, è presente dai 400 ai 2500 metri, sebbene sia di gran lunga più presente al di sopra dei 1000 metri. Il suo areale, molto discontinuo e simile a quello degli altri Parnassius europei: la si trova nelle alture spagnole, tra le quali la Sierra Nevada, la Cordigliera Cantabrica, la Cordigliera Betica, i Pirenei; in Francia vi sono popolazioni nel Massiccio centrale, anche se nel paese è sempre più rara, probabilmente a causa del cambiamento climatico; è relativamente abbondante su tutte le Alpi; la troviamo sporadicamente sugli Appennini, i Balcani, i Carpazi; e poi l'Estonia, la Finlandia meridionale ed alcune zone della Scandinavia anche se in queste zone nordiche, come in Francia, è sempre più rara; infine ha popolazioni anche in Turchia, nel Caucaso, nella Siberia orientale e nel Tien Shan.

Per quanto riguarda l'Italia, sulle Alpi è abbastanza comune, mentre sugli Appennini è presente, sporadica, in modo frammentario, soprattutto nell'Appennino tosco-emiliano e in Umbria, ma in queste zone è comunque in grande declino. Si trova poi nella Sicilia settentrionale e nell'Aspromonte, mentre è presumibilmente scomparsa nella Sila. 

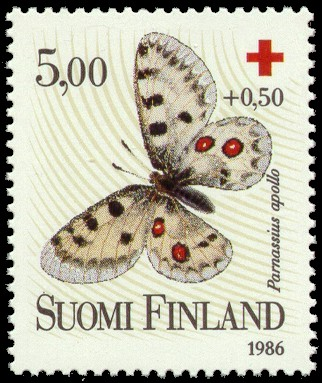
Francobollo finlandese
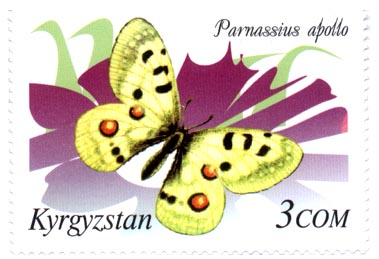
Francobollo kirgyzo
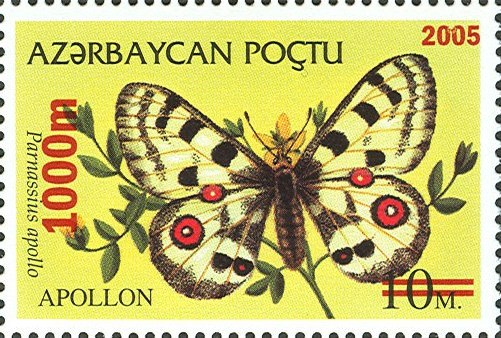
Francobollo Azero

## Tassonomia
Tra le tantissime sottospecie di P. apollo, dovute all'isolamento successivo all'ultima era glaciale, sono elencate qui sotto le più particolari:
- - Parnassius apollo alpherakyi Krulikowsky, 1906
  - Parnassius apollo apollo L.
  - Parnassius apollo atrides van der Poorten & Dils
  - Parnassius apollo bartholomaeus Stichel, 1899
  - Parnassius apollo democratus Kulikowsky, 1906
  - Parnassius apollo filabricus Sagarra, 1933
  - Parnassius apollo gadorensis Rougeot & Capdeville, 1969 ✝︎
  - Parnassius apollo geminus Schawerda, 1907
  - Parnassius apollo graecus Ziegler, 1901
  - Parnassius apollo hesebolus Nordmann, 1851
  - Parnassius apollo hispanicus Oberthür, 1909 Central (Spain)
  - Parnassius apollo limicola Stichel, 1906
  - Parnassius apollo merzbacheri Fruhstorfer, 1906
  - Parnassius apollo nevadensis Oberthür, 1891 (Sierra Nevada)
  - Parnassius apollo provincialis Kheil, 1905
  - Parnassius apollo pyrenaica Harcourt-Bath, 1896
  - Parnassius apollo rhodopensis Markowitsch, 1910 (Greece, Balkans)
  - Parnassius apollo rhaeticus Fruhstorfer, 1906
  - Parnassius apollo rhea Poda, 1761
  - Parnassius apollo rubidus Fruhstorfer, 1906
  - Parnassius apollo sibiricus Nordmann, 1851
  - Parnassius apollo sicilae Oberthür, 1891
  - Parnassius apollo valesiacus Fruhstorfer, 1906
  - Parnassius apollo vinningensis Stichel, 1899

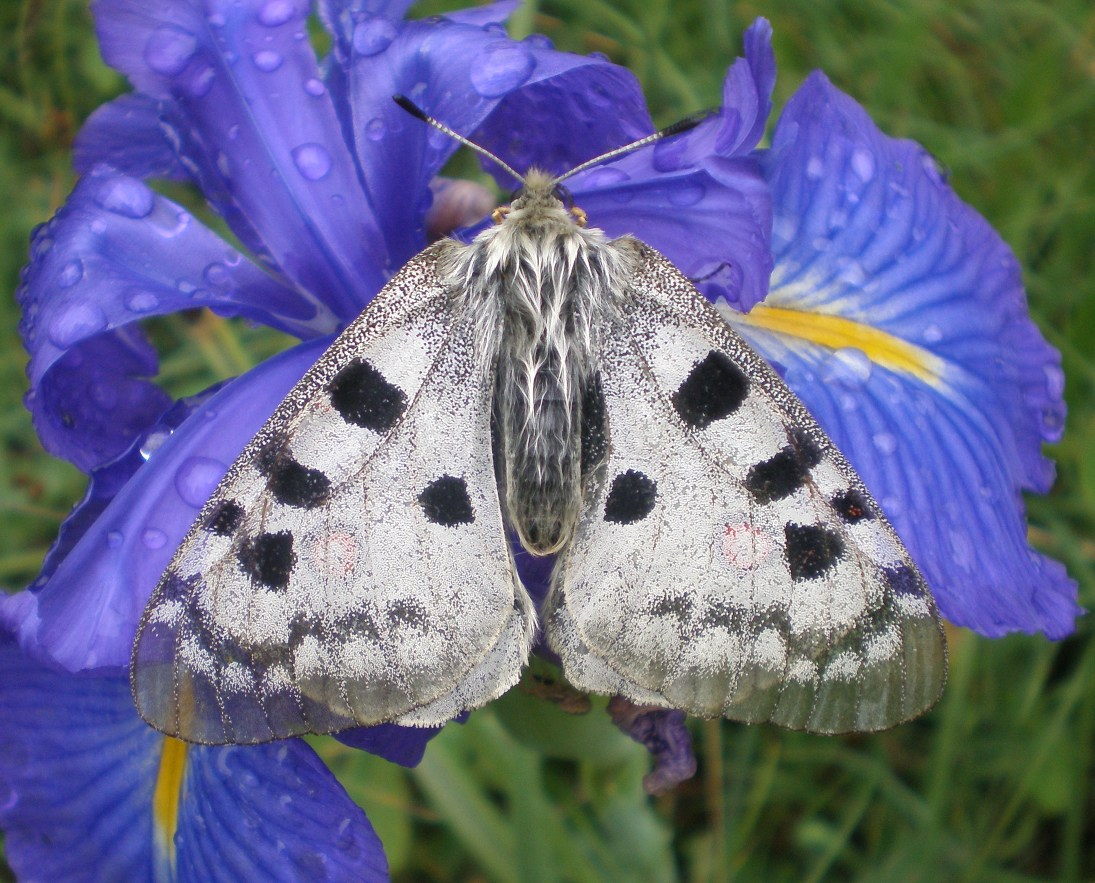
Parnassius apollo con le ali chiuse dopo la pioggia
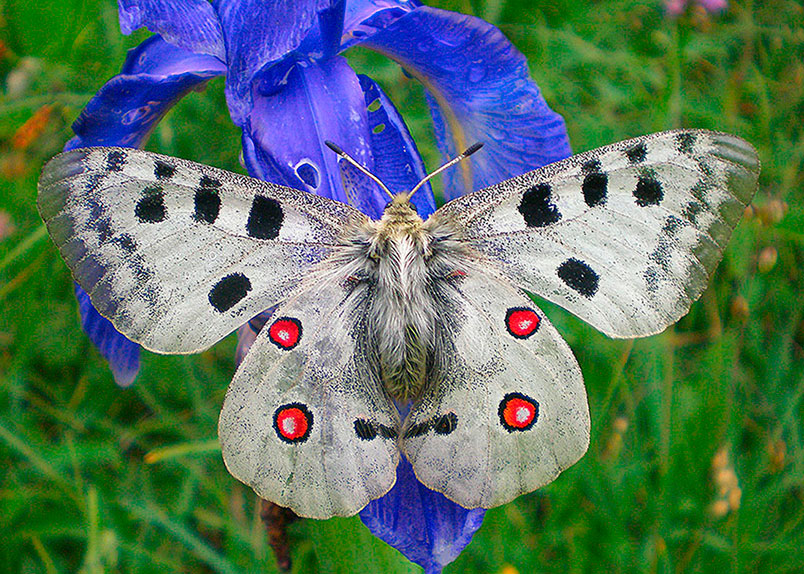
Parnassius apollo dispiega le ali